# Świętopełk Brneński
Świętropełk Brneński (zm. 1200 r.) – książę brneński w latach 1189–1191 i 1194–1200.
Tradycyjnie Świętopełk był uważany za syna Wratysława Brneńskiego, co nie ma żadnej podstawy źródłowej. Ostatnio filiacja ta została zakwestionowana i Świętopełka - oraz jego brata Spitygniewa - hipotetycznie uznano za synów Świętopełka Władysławowica oraz nieznanej z imienia córki króla węgierskiego Gejzy II.